# Automotrice M2 serie 120
L'automotrice M2 serie 120 è un rotabile automotore, a carrelli e con motorizzazione diesel, delle Ferrovie Calabro Lucane costruita dalla Breda.

## Storia
Le automotrici M2.120 vennero ordinate in numero di 27 unità alla Breda (presso la MCL assunsero le matricole 121 ÷ 147), nel dopoguerra, dalla società Mediterranea Calabro Lucane allo scopo di ammodernare i convogli, ancora in tanti casi effettuati con trazione a vapore, sulle proprie linee ferroviarie dati i limiti evidenti in termini di capienza delle automotrici monodirezionali a 2 assi.
Questa serie di automotrici, costruite tra il 1952 ed il 1957, sono considerate concettualmente derivate dalle ALn 880 FS. Vennero costruite anche 8 rimorchiate analoghe ad esse immatricolate come R.1001÷1008. Furono assegnate ai depositi locomotive di Bari, Potenza, Cosenza e Catanzaro.

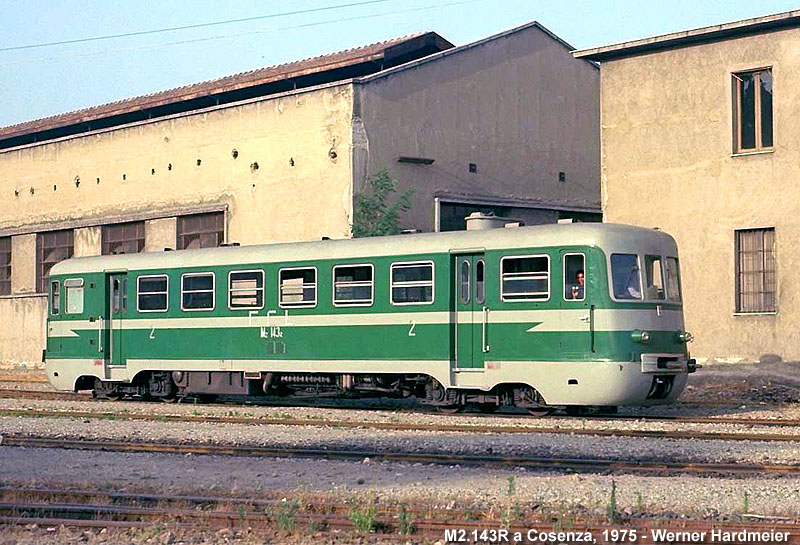
Automotrice 143 a Cosenza nel 1974

Tra il 1966 e il 1975 tutte le unità (tranne la 128, distrutta da un incendio a Gimigliano nel 1964) furono ammodernate dalla Breda e dalla Ferrosud di Matera con sostituzione dei motori (furono installati i Breda tipo ID19SD12P delle più recenti M2.200), della trasmissione (divenuta idraulica) e alcune modifiche alla cassa (soppressione degli intercomunicanti, sostituzione di porte e finestrini), venendo riclassificate nella serie M2.120R. Alcune, nel tempo, radiate dal servizio e demotorizzate hanno continuato ad essere usate come rimorchiate.
Il gruppo iniziò ad essere radiato a fine anni Ottanta; le ultime due unità prestarono servizio presso il deposito di Cosenza fino al 2008. Con l'incidente avvenuto a Rogliano della M2.132R, e il conseguente accantonamento presso Cosenza, è stata sancita la fine dell'attività del gruppo 120, che tuttavia vede uno spiraglio di riutilizzo nell'attività come treno storico per la linea silana.
Casse, carrelli e telaio di due unità (137R e 144R) sono state utilizzate nel 1994 dalle Officine Fiore di Caserta per la costruzione dell'automotrice prototipo AMS 801 delle Ferrovie Appulo Lucane.

## Caratteristiche
Sono automotrici a carrelli con un solo motore diesel Breda tipo D19 e trasmissione idrodinamica Vulcan-Sinclair; sono accoppiabili a comando multiplo e possono raggiungere la velocità di 70 km/h. Caratteristico il frontale con parabrezza a tre sezioni divise e porta frontale intercomunicante; le porte di ingresso sono le classiche a battente modificate, in occasione del riammodernamento, in porte a comando pneumatico. La ricostruzione comportò anche l'applicazione di finestrini unificati tipo Klein.
Automotrici strettamente derivate dalle M2 serie 120 furono fornite dalla Breda alle ferrovie della Tessaglia e alle Ferrovie Greche Nord-Ovest: entrambe a scartamento ridotto, risultavano ancora in servizio nei primi anni Ottanta.